# Dues dones
Dues dones (originalment en francès, Sage femme) és una pel·lícula dramàtica del 2017 dirigida per Martin Provost. Es va projectar fora de competició al 67è Festival Internacional de Cinema de Berlín. S'ha doblat i subtitulat al català amb la distribució d'A contracorriente Films.
Dues dones va recaptar 7,2 milions de dòlars a la taquilla.

## Sinopsi
La Claire és una llevadora i està preocupada per l'imminent tancament de la secció de maternitat on treballa. A més a més, tornarà a la seva vida a Béatrice, antiga amant del seu difunt pare.

## Repartiment

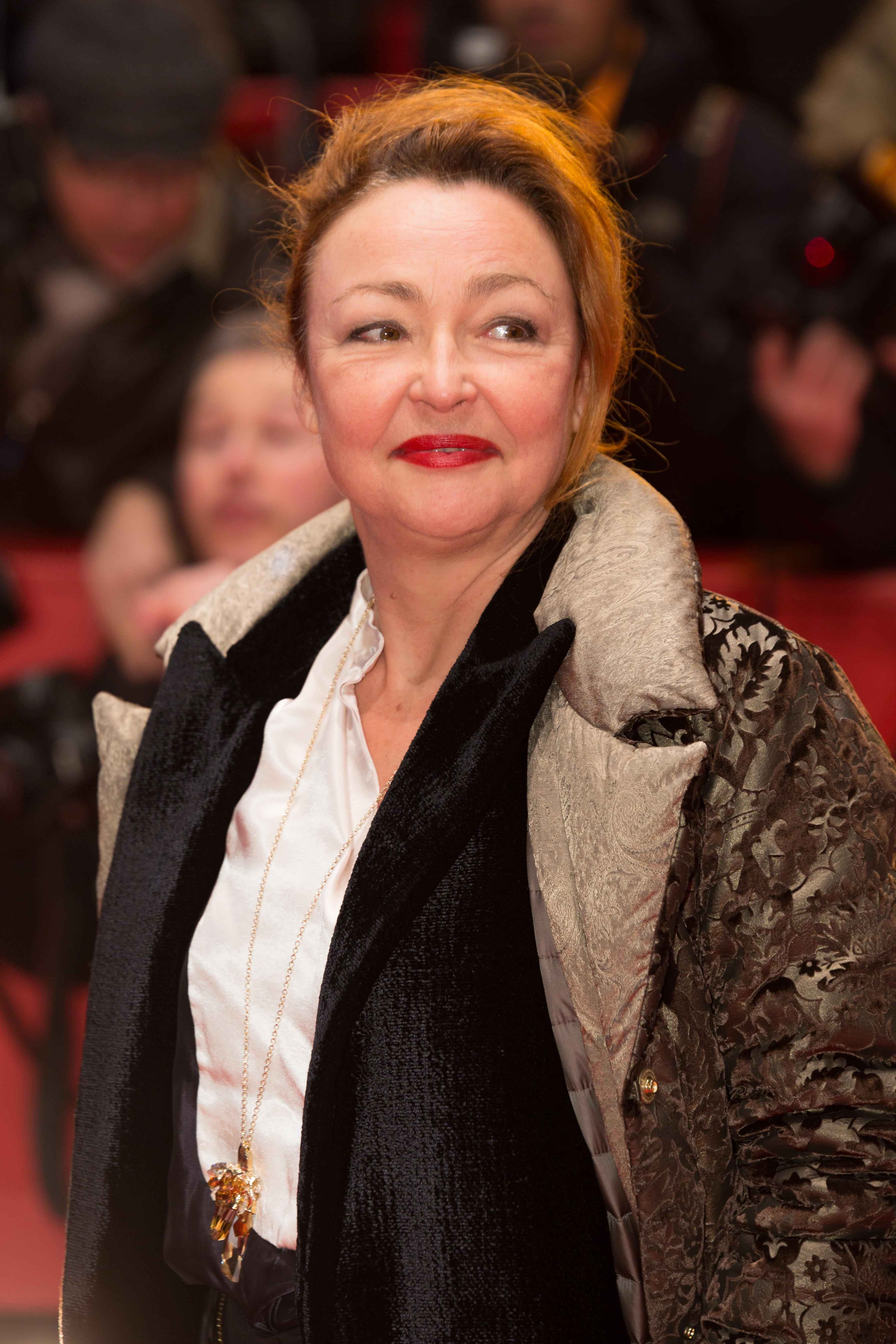
L'actriu Catherine Frot a la Berlinale 2017, per la presentació de la pel·lícula.

- Catherine Deneuve com a Béatrice Sobolevski
- Catherine Frot com a Claire Breton
- Olivier Gourmet com a Paul Baron
- Quentin Dolmaire com a Simon
- Mylène Demongeot com a Rolande
- Pauline Etienne com a Cécile Amado
- Karidja Touré com a Madame Naja
- Audrey Dana com a cap d'infermeria